# Traité politique
Le Traité politique, ou le Traité de l'autorité politique, est une œuvre du philosophe Spinoza, dans laquelle il expose sa théorie du droit naturel (qu'il assimile à la puissance et à la nécessité, lui déniant donc tout caractère prescriptif) et du contrat social. La conception spinoziste est hétérodoxe en comparaison aux théories traditionnelles de la souveraineté.
Le traité est titré « où l'on explique comment doit être organisée une société, soit monarchique, soit aristocratique, pour qu'elle ne dégénère pas en tyrannie et que la paix et la liberté des citoyens n'y éprouvent aucune atteinte. » et il développe aussi des préceptes pour organiser au mieux un état selon trois régimes : monarchique, aristocratique ou démocratique. L'ouvrage n'est pas achevé et s'interrompt lors de la description du régime démocratique.